# Dobromir (gobernador de Veria)
Dobromir (en búlgaro: Добромир) o Damián (en griego: Δαμιανός) fue un noble búlgaro, pariente del zar Samuel que estaba casado con su sobrina, una hija de sus hermanos David o Moisés o una hermana desconocida de los Cometopulos. Como pariente cercano del rey, fue nombrado gobernador, probablemente conde, de la ciudad de Veria, que lo búlgaros capturaron en 989. Los gobernadores de las fortalezas de Colidron y Servia –Demetrio Tijón y Nikulitsa– fueron puestos bajo su mando. En 1001, entregó la ciudad al emperador bizantino Basilio II. Como recompensa, el emperador lo honró con el alto título de antípato.
No hay informes más fiables sobre Dobromir en las crónicas medievales. Existe la hipótesis de que sea Damián Dobromir, quien fue nombrado gobernador de la ciudad de Veliki Preslav, conquistado por los bizantinos, pero varios medievalistas autorizados la rechazan.